# Számítógép

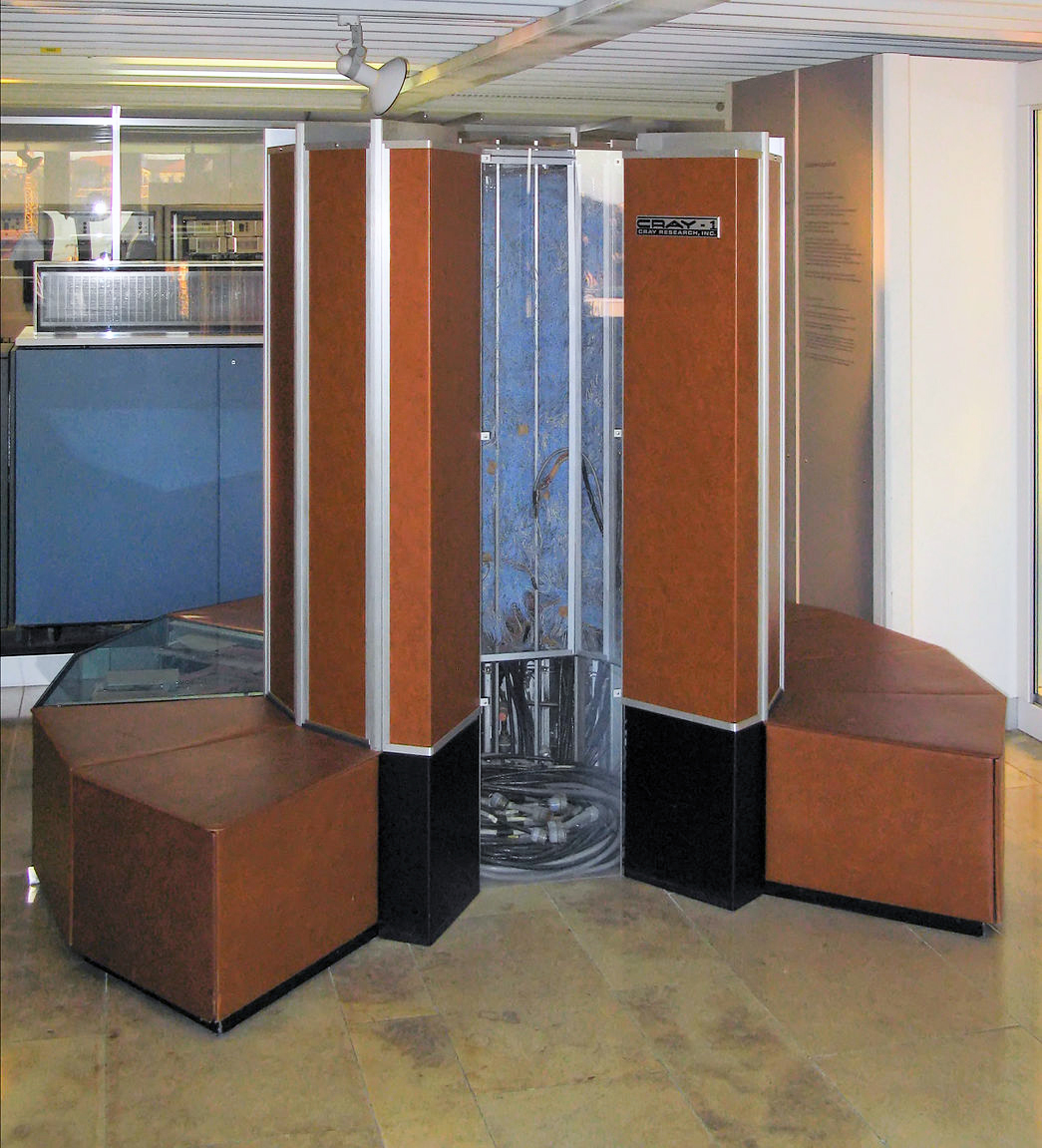
Cray-1 szuperszámítógép, amely a számítások mellett a kényelmes újságolvasást is lehetővé tette (Deutsches Museum)

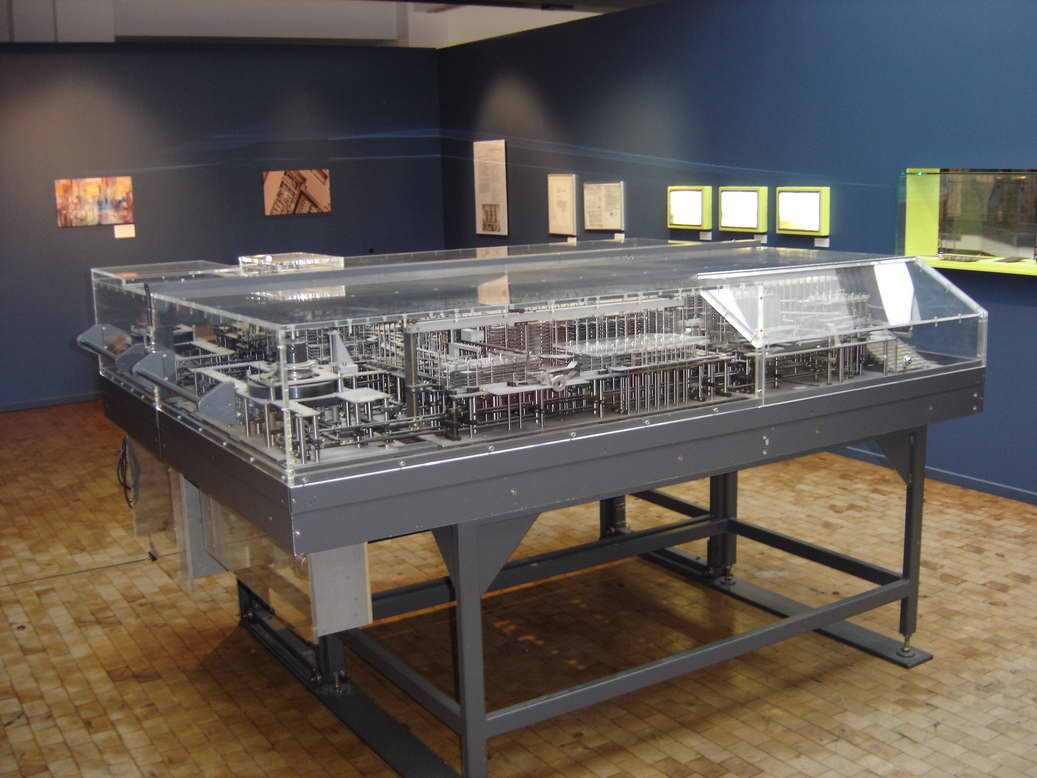
A hírhedt 1938-as "Zuse Z1" számítógép másolata a berlini Műszaki Múzeumban. A gép mindössze mechanikus alkatrészt tartalmaz, de mégis egy programozható digitális számítógép, amely lebegőpontos számítások végzésére is képes. A gépet, Zuse házával együtt, a Szövetségesek lebombázták a II. világháborúban.

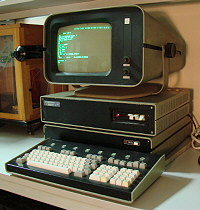
PDP–11 kompatibilis szovjet számítógép, amely egy rajzfilmbeli robothoz hasonlít

Számítógép minden olyan berendezés, amely képes bemenő adatok (input) fogadására, ezeken különféle, előre beprogramozott műveletek (programok) végrehajtására, továbbá az eredményül kapott adatok kijelzésére, kivitelére (output), amelyek vagy közvetlenül értelmezhetőek a felhasználók részére, vagy más berendezések vezérlésére használhatóak. Fontos kritérium az, hogy ugyanazon bemenő adatok alapján mindig ugyanazon kimenő adatokat állítsa elő, azaz, hogy a gép determinisztikusan működjön, erre utal a „gép” szó. Az alapvető különbség a számítógép és számológép (vagy más számoláskönnyítő egyszerű eszköz) között abban rejlik, hogy az előbbi képes előre elkészített program emberi felügyelet nélküli önálló végrehajtására, míg az utóbbi csak egy – de akár bonyolult – műveletet (például szorzást) képes emberi beavatkozás nélkül önállóan végrehajtani.
Azaz: számítógépnek nevezhetjük a determinisztikus információfeldolgozó gépeket. Eszerint (tágabb értelemben) a mai számítógépek őseinek a különböző számolást elősegítő eszközöket lehet nevezni – ilyen eszköz az ókori eredetű abakusz, amely a világ egyes részein ma is jelentős szerepet tölt be. Sőt, e tág értelemben végsősoron az élőlények is tekinthetőek „számítógépeknek”, amennyiben determinisztikusak – s ha arra gondolunk, hogy folynak kísérletek biomechanikus számítógépek építésére, akkor ez az értelmezés sem tűnik olyan furcsának.
Szűkebb értelemben a számítógép olyan elektronikus információfeldolgozó gép, amely információk (adatok és programok) tárolására alkalmas memóriával rendelkezik, az adatok feldolgozásához program(ok)ra van szüksége és saját tevékenységét, működését vezérli (azaz programozott működésű).
A számítógép fizikai megjelenésének elnevezése, elfogadott angol szóval a hardver (hardware); ide tartozik a gépház, a tápegység, az alaplap, a processzor, a merevlemez, a monitor, a billentyűzet stb. Az előírt feladatok végrehajtását a szoftver (software) teszi lehetővé: ez a számítógép nem megfogható, utasításokban, programokban, operációs rendszerben, eszközmeghajtókban és egyéb utasítás-csomagokban megjelenő része.

## Típusok
Ha a „számítógép” kifejezést tágabb értelemben tekintjük, akkor beszélhetünk belső, illetve külső vezérlésű információfeldolgozó automatákról.
- A külső vezérlésű automaták esetében az inputnak része a tevékenységet irányító program. Ez például úgy valósulhat meg, hogy folyamatos emberi beavatkozással irányítjuk a gépet (pl. egy abakuszt, egy elektronikus zongorát stb.), vagy pedig a feldolgozandó adatokkal egyetemben adjuk meg a feldolgozás módját megadó tevékenység leírását (pl. így működtek régen egyes lyukkártyavezérlésű gépek), így a programot minden munkafázisban újra és újra le kell írni, a gépnek beadni.
- Ezzel szemben a belső vezérlésű automaták saját maguk képesek tárolni a tevékenységüket irányító programot, így minden munkafázisban csak az adatok leírására és a megfelelő program kiválasztására van szükség. A belső program lehet „fix”, azaz rezidens: ez nem változtatható az automata fizikai integritásának megváltoztatása nélkül (fix programok például a PC-k BIOS programjai, melyek hardveresen „bele vannak égetve” a PC alaplapjába, de a programozható mosógépek programjai is), vagy lehet változtatható. A legtöbb mai számítógép mindkét fajta programot tartalmaz. Mindennek a teteje pedig az, amikor a gép már maga is képes lényegesen változtatni a saját működését vezérlő programon.

Szűkebb értelemben a számítógépek két fő típusa az analóg és a digitális számítógép. Az analóg számítógépek fizikai jelenségek matematikai leírásával szimulálják a folyamatokat, be- és kimenetük is valamilyen fizikai jellemző (pl. elektromos feszültség, hőmérséklet, nyomás). Előnyösen használhatóak többek között biológiai, áramlástani stb. feladatok megoldására. Pontosságuk és sebességük korlátozott. A digitális számítógépek diszkrét értékekre (számjegyekre – digit) bontják, fordítják a feladatot, és ezeken hajtják végre az előírt műveleteket. A számítások alapegysége a bit, aminek neve az angol binary digit (kettes alapú, vagyis bináris számrendszerbeli számjegy) kifejezésből származik. Létezik egy átmeneti típus is, az úgynevezett analogikai számítógépek csoportja, amelyek egyesítik a két fő típus előnyeit. Ezeket elsősorban biológiai, áramlástani feladatok modellezésére, megoldására használják.

### Működési elvük szerint
- mechanikus számítógépek
- elektronikus számítógépek
- optikai számítógépek[1]
- DNS-számítógépek[2][3]
- neurális számítógépek[4][5]
- kvantumszámítógépek

### Felhasználásuk szerint
- nagyszámítógép;
- szerver;
- személyi számítógép;
- munkaállomás;
- hordozható számítógép;
- beágyazott számítógép;
- célszámítógép;
- nettop.

## Történelem
A számítástechnika története során az emberiség az egyszerű mechanikus gépektől az igen összetett elektronikus, digitális vezérlésű automatákig haladt. Egyrészt szembetűnő a mai gépek egyre nagyobb fokú programozhatósága (egyre önállóbban tudnak komplex feladatokat is megoldani), az ennek következményeképp kialakuló nagyobb mértékű automatizmus, önirányítottság; másrészt ettől nem függetlenül a feladatkörök kibővülése, amely az egyszerűbb, konkrétabb feladatok (pl. szövés, összeadás, ajtónyitás stb.) ellátására épített célgépektől a komplex és sokféle tevékenységre képes általános célú univerzális gépek megvalósításáig terjedt.

### A modern értelemben vett számítógépek alkalmazásának mérföldkövei
- 1847-54: a George Boole által kidolgozott, áramkörelméletben is alkalmazható logikai algebra a későbbi digitális működésű gépek tervezésének alapjait jelentette.
- 1887: Herman Hollerith nagy tömegű adat statisztikai feldolgozására alkalmas gépet épít. A kifejlesztését az tette szükségszerűvé, hogy az USA-ban az 1890-es népszámlálás feldolgozása hagyományos módszerekkel mintegy 3 évet (mások szerint 10 évet) vett (volna) igénybe, a végül szükségesnek bizonyult 6 hét helyett. A gép papírból készített lyukkártyákat tudott rendezni és szétválogatni, mechanikus módon, tűk segítségével. A lyukkártyák egydolláros bankjegy nagyságúak voltak. Hollerith 1924-ben alapított cégéből fejlődik ki a későbbi IBM-lyukkártya (1 lyuk – 1 szám, 2 lyuk – 1 betű).
- 1937–42: John Vincent Atanasoff és asszisztense, Clifford Berry megterveznek egy csak elektronikus egységekből álló gépet. Ez volt az első elektronikus digitális számítógép, az Atanasoff–Berry Computer (ABC). Jelenleg ezt tartjuk az első mai értelemben vett (elektronikus) számítógépnek – érdekes, hogy ennek a ténynek 1973-ban Amerikában bírósági tárgyalás útján kellett eldőlnie, különféle elsőbbségi jogviták miatt.[6]Alan Turing szobra Manchesterben

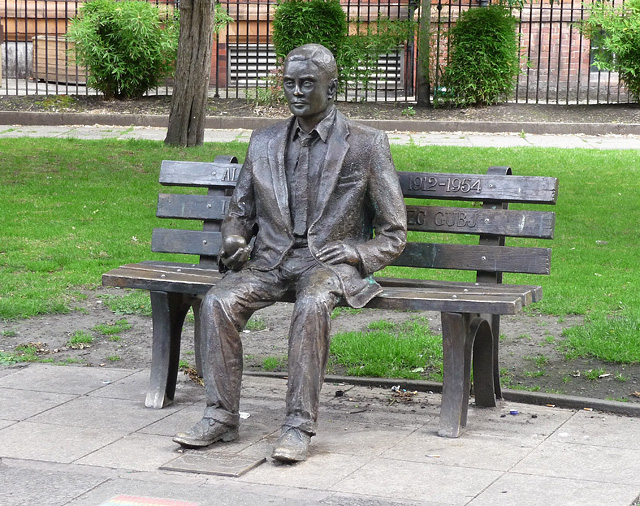
Alan Turing szobra Manchesterben

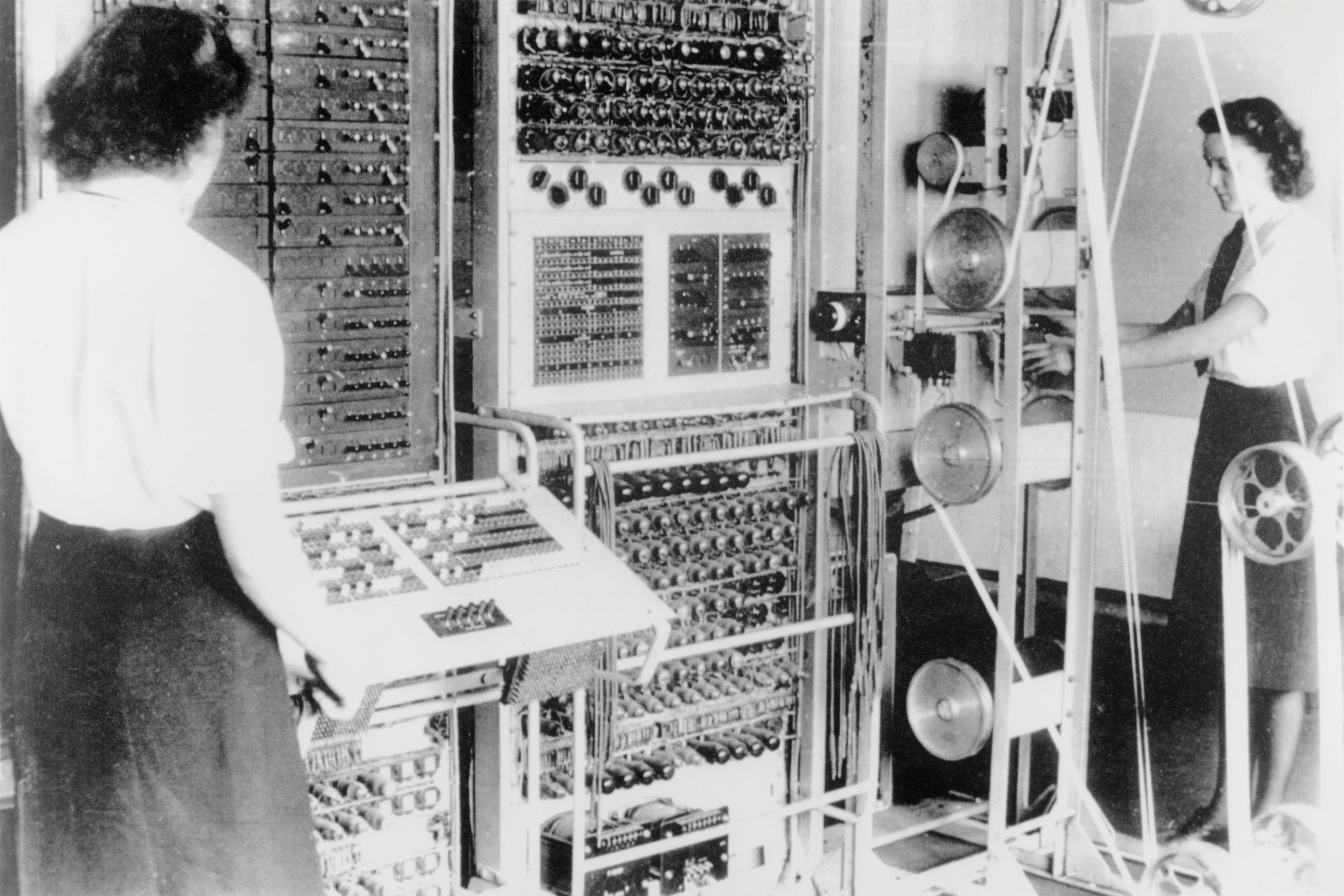
A Colossus nevű kódfejtő gép: Alan Turing matematikus elmélete, illetve Max Newman és Tommy Flowers tervei alapján építették meg 1943-ban, a német Enigma géppel kódolt üzenetek megfejtésére

- 1938–41: Konrad Zuse megépíti az első szabadon programozható gépet, a Z3-at. Felépítése hasonló a mai gépekhez: processzort (ALU), vezérlőegységet (CU), memóriát, bemeneti egységet (szalag) és kimeneti egységet tartalmazott. Az egytonnás gép néhány ezer elektromágneses reléből állt, repülők és rakéták tervezéséhez használták. Egy összeadást átlagosan 0,7 mp, egy szorzást 3 mp alatt végzett el, a tízes számrendszerbeli számokat pedig már lebegőpontos bináris ábrázolás útján kezelte. A gép 1944-ben egy bombázás során elpusztult, de Zuse a 60-as években újra megépítette. Rekonstruált változata a müncheni Deutsches Museumban látható. Bár a gépet aritmetikai műveletek végzésére tervezték, Raul Rojas később bebizonyította, hogy alkalmas általános célú számítógépnek is (képes tetszőleges Turing-gép emulálására).
- 1943: az angol titkosszolgálat megépítteti a Colossust, mely szintén relés és elektronikus alapon készült, Alan Turing matematikus elmélete, illetve Max Newman matematikus és Tommy Flowers mérnök tervei alapján. Ez a második világháborús német katonai rejtjelezőkód megfejtését segítette. A kódfejtés egyébként különböző matematikai, katonai, titkosszolgálati módszerek ötvözésével sikerült is.[8]
- 1944: Howard H. Aiken ballisztikai számítógépe, a Harvard Mark I lövedékpálya-táblázatokat számol. E gép fél futballpálya méretű volt, 800 km kábelt, vezetéket és relét tartalmazott. Egy műveletet 3-5 másodperc alatt végzett el, képes volt az összes alapművelet és komplex egyenletek megoldására is.

### Általános célú számítógépek és elterjedésük
- 1946: megépül John Presper Eckert és John W. Mauchly tervei alapján az első digitális elektronikus gép, az ENIAC, 18 000 vákuumcsőből, 70 000 ellenállásból, 5 millió forrasztással. Súlya 30 tonna, 160 kW-ot fogyaszt, 5000 összeadást, 357 szorzást vagy 38 osztást tud végezni másodpercenként, 10 jegyig számol, 20 regisztere van, 1000-szer gyorsabb, mint a Mark I MTBF: 40 másodperc. Külső programvezérlése huzalozással működik.
- 1949: elkészül a hasonló EDVAC gép, Neumann János (1903–1957) vezetésével. Ez már központi vezérlőegységet tartalmaz, van benne lehetőség feltételes vezérlésátadásra, továbbá memória tárolja a programokat és az adatokat is.
- 1951: Megjelenik az első kereskedelemben kapható számítógép, az UNIVAC I.
- 1953: a Szovjetunióban megjelenik az első műszaki és tudományos számítások végzésére alkalmas számítógép, a BESZM 1.
- 1964: megjelenik az első általános célú kereskedelmi gép, az IBM 360.

Neumann János (1903–1957) matematikai szemszögből közelíti meg a számítógépek működésének kérdését és általános irányelveket fogalmaz meg – ezek az ún. Neumann-elvek:
- a gép szempontjából a programok és adatok egyaránt bemenő adatként kezelendőek;
- belső programvezérlés;
- folyamatábra mint formalizmus bevezetése;
- gépi kódú programozás.

Az 1949-ben épített EDSAC és az 1952-ben épített EDVAC már a Neumann-elveket követi. 1951-ben megépítik az első sorozatgyártásra szánt számítógépet, az UNIVAC1-et.
Az elektroncsöveket tartalmazó, épp ezért költséges üzemű, ún. első generációs gépek kb. 1958-ig voltak forgalomban. A diszkrét félvezető-elemeket (diódát, tranzisztort) tartalmazó, nagyobb tárolókapacitású, második generációs gépek az 1960-as évek első feléig uralták a piacot. Az 1960-as években indítja útjára az IBM a 360-as sorozatot (1964-ben a 360/40 az első integrált áramköri elemeket tartalmazó), ezzel pedig a harmadik generációs gépek sorát is. A harmadik generációs gépek kora 1971-ig tartott, ekkor jelent meg ugyanis az első mikroprocesszor, s néhány év múlva piacra kerültek az első negyedik generációs számítógépek. A mikroprocesszorok fejlesztésében nagy szerepet játszottak az Intel (Intel 8080 processzor), a Motorola 6800 processzor és a Zilog (Z80 processzor) cégek. Az első PC megjelenésének éve: 1981. A ma használt IBM PC kompatibilis számítógépek többsége Intel processzorokkal működik, bár jelentős szerep jut az AMD és a Cyrix processzorgyártók termékeinek is.

## A Neumann-elvű gépek felépítése
- Neumann János: A számológép és az agy, 1945
Az ilyen gépek tartalmazzák a számítógép önvezérlését végző processzort (CPU), azaz központi feldolgozóegységet, az adatokat és programokat a műveletek végzésének idejére tároló operatív memóriát, az egységek közti adatforgalmat lebonyolító vezetékek rendszerét (adatsín-rendszer), a felhasználókkal történő kommunikációt végző I/O rendszert (ide soroljuk a hosszútávú adattárolást végző tárakat is), és tartalmazhatnak egyéb járulékos egységeket, melyek a működés fizikai feltételeit biztosítják (hűtőrendszer, energiaellátás stb.).